# On-Line Encyclopedia of Integer Sequences
La On-Line Encyclopedia of Integer Sequences (in italiano: Enciclopedia in rete delle successioni di interi), in sigla OEIS, è un archivio accessibile su web di successioni di interi. Costituisce la più grande e utilizzata raccolta di successioni e il riferimento più autorevole per il settore delle successioni di interi, al punto che molti testi che si occupano di successioni di interi contengono riferimenti al database. Per ogni successione sono riportati i primi termini, le motivazioni matematiche, i link collegati ed è possibile generare un grafico o riprodurne una rappresentazione musicale. È inoltre presente un motore di ricerca interno per parola chiave, o anche a partire da una sottosuccessione.
Le dimensioni (al gennaio 2022 si registrano oltre 350.000 successioni), l'accesso gratuito, e la possibilità per chiunque di proporre nuove successioni o nuovi dati su quelle già esistenti, la rendono una delle più importanti risorse disponibili in rete tanto per i matematici di professione quanto per gli appassionati di matematica ricreativa.

## Storia
Neil Sloane iniziò a raccogliere successioni di interi da studente nella metà degli anni sessanta (1964) per facilitare le proprie ricerche sulla combinatoria. Nel 1973 e nel 1995 pubblicò le successioni più interessanti in due libri, rispettivamente A Handbook of Integer Sequences, ISBN 0-12-648550-X. (contenente 2372 successioni) e The Encyclopedia of Integer Sequences, ISBN 0-12-558630-2. (contenente 5487 successioni); questi libri vennero accolti con grande favore, e soprattutto dopo l'uscita del secondo la comunità matematica contribuì al lavoro di Sloane con un flusso continuo di nuove successioni.
Ben presto la raccolta crebbe fino a rendere impraticabile la consultazione cartacea.  Pertanto, al raggiungimento delle 16000 successioni Sloane la rese disponibile on-line, in un primo momento (1995) come servizio e-mail e poco dopo (1996) come servizio web. L'OEIS continua a crescere al ritmo di circa 10.000 nuove successioni all'anno.
Neil Sloane ha curato personalmente le proprie successioni per quasi 40 anni, ma dall'inizio del 2002 esiste un gruppo di redattori, in parte volontari, che aiuta ad incorporarvi i contributi degli utenti. Sloane, nel 1998, ha fondato una rivista sullo stesso argomento, il Journal of Integer Sequences.